# Kronan (vaixell)
El Kronan, conegut també com a Stora Kronan, és un vaixell de guerra emblema de la marina sueca que va naufragar el migdia de l'1 de juny de 1676 davant la costa est de l'illa d'Öland. Les restes del naufragi es van descobrir el 1980 i s'han pogut recuperar fins a 30.000 peces, que s'exposen al Museu de Kalmar.

## Construcció i dimensions
El Kronan va ser dissenyat per l'anglès Francis Sheldon i construït a les drassanes d'Estocolm entre els anys 1665 i 1672. La nau tenia tres cobertes i estava íntegrament construïda amb fusta de roure. Es calcula que pesava unes 2300 tones i mesurava uns 60 metres. La tripulació estava formada per 500 mariners, 300 soldats i 50 oficials i portava entre 110 i 114 canons de bronze.

## Naufragi
El migdia de l'1 de juny de 1676 el Kronan va enfonsar-se a 6 km davant la costa est de l'illa sueca d'Öland després d'una forta explosió. El vaixell va naufragar abans d'un atac entre la flota sueca i holandesa, coneguda com la Batalla del sud d'Öland. Es creu que el naufragi va estar provocat per una suma d'errors humans que van provocar mala coordinació entre una tripulació mal entrenada, atiada per la rivalitat entre els oficials. Això va provocar que el vaixell es capgirés violentament en direcció cap a l'enemic i que la càrrega de pólvora que portava la nau s'encengués.
Van sobreviure 42 dels 850 tripulants de la nau, i posteriorment només es van poder recuperar uns 200 cossos. La resta va enfonsar-se amb el vaixell, deixant una gran presència de restes humanes en la seva estructura. Un dels cranis trobats encara conservava teixit cerebral. Tots eren homes, d'entre 12 i 70 anys (tot i que la majoria en tenia entre 20 i 35), i que mesuraven entre 156 i 183 cm (171 de mitjana).

## Troballa arqueològica
El 8 d'agost de 1980 Anders Franzén juntament amb tres companys més descobreix el Kronan a una profunditat de 26 metres després d'una llarga recerca.
Al vaixell s'hi van trobar més de 35000 artefactes de l'època del Gran Poder en molt bones condicions, com ara:
- Monedes: 270 ducats d'or, 20000 monedes de plata, algunes de coure
- Instruments de navegació
- Ampolles de vidre
- Joies: anells d'or i diamants, botons de plata
- Parament de peltre i ceràmica
- 44 canons
- Armes: mosquetons i carrabines
- Roba: una jaqueta de color escarlata de 24 botons amb les mànigues decorades amb ratlles, roba de mariner
- Instruments musicals: trompetes construïdes per Michael Nagel a Nuremberg l'any 1654, tres violins, una viola de gamba.
- Dos rellotges de sorra
- Un armariet amb un segell, tinta, i ploma
- Escultures decoratives, entre les quals destaca la del rei Carles X Gustau
- Formatge
- Medecines
- 400 quilos de restes humanes

### Exposició
Els artefactes recuperats del Kronan han esdevingut la principal exposició permanent del Museu de Kalmar, amb milers de peces exposades, i diferents activitats de difusió
A més de l'exposició d'objectes singulars, com armes o instruments de música, també es recreen escenes de l'interior del vaixell, que inclouen peces autèntiques rescatades del naufragi.

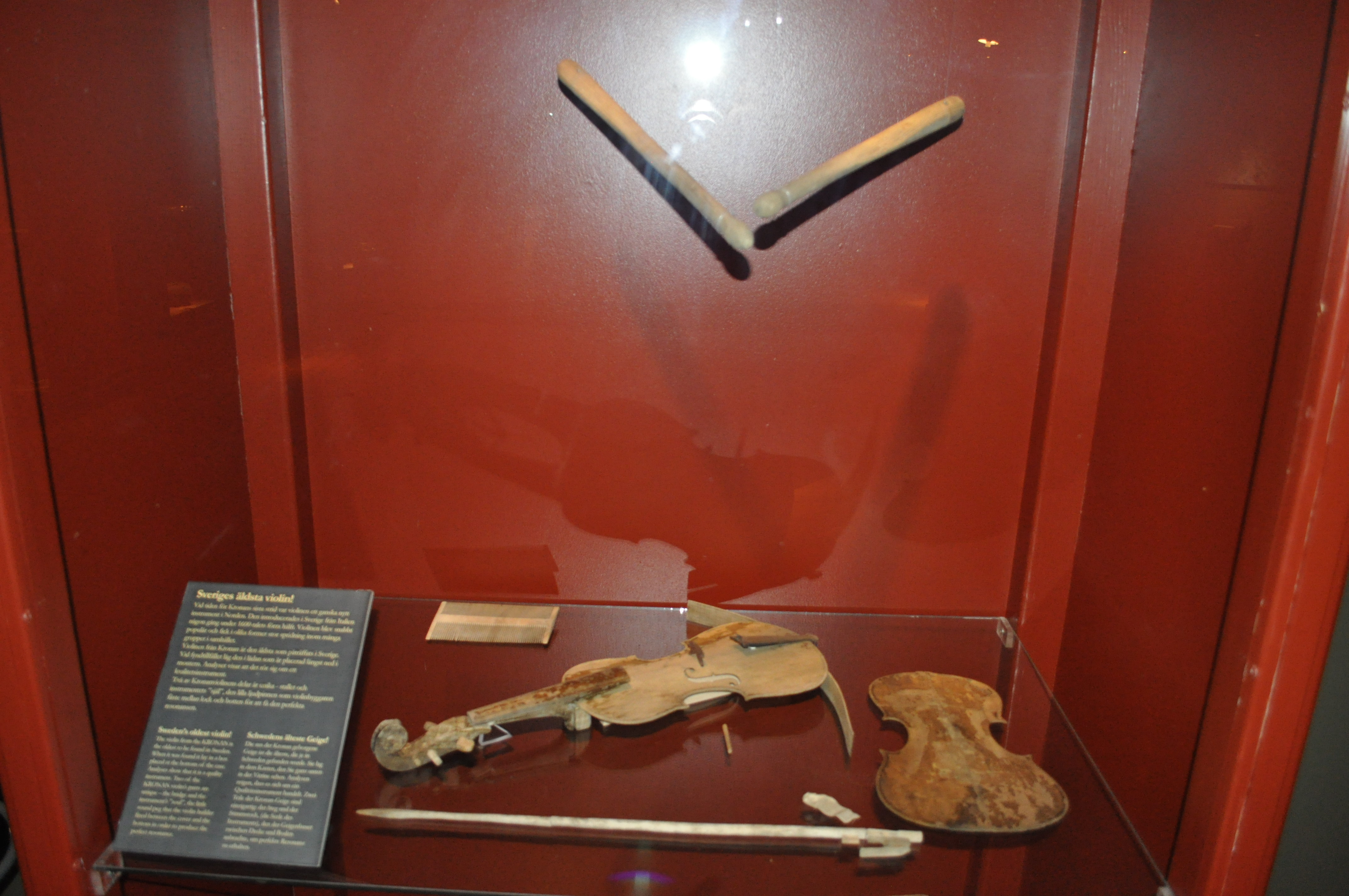
Violí i altres instruments musicals rescatats

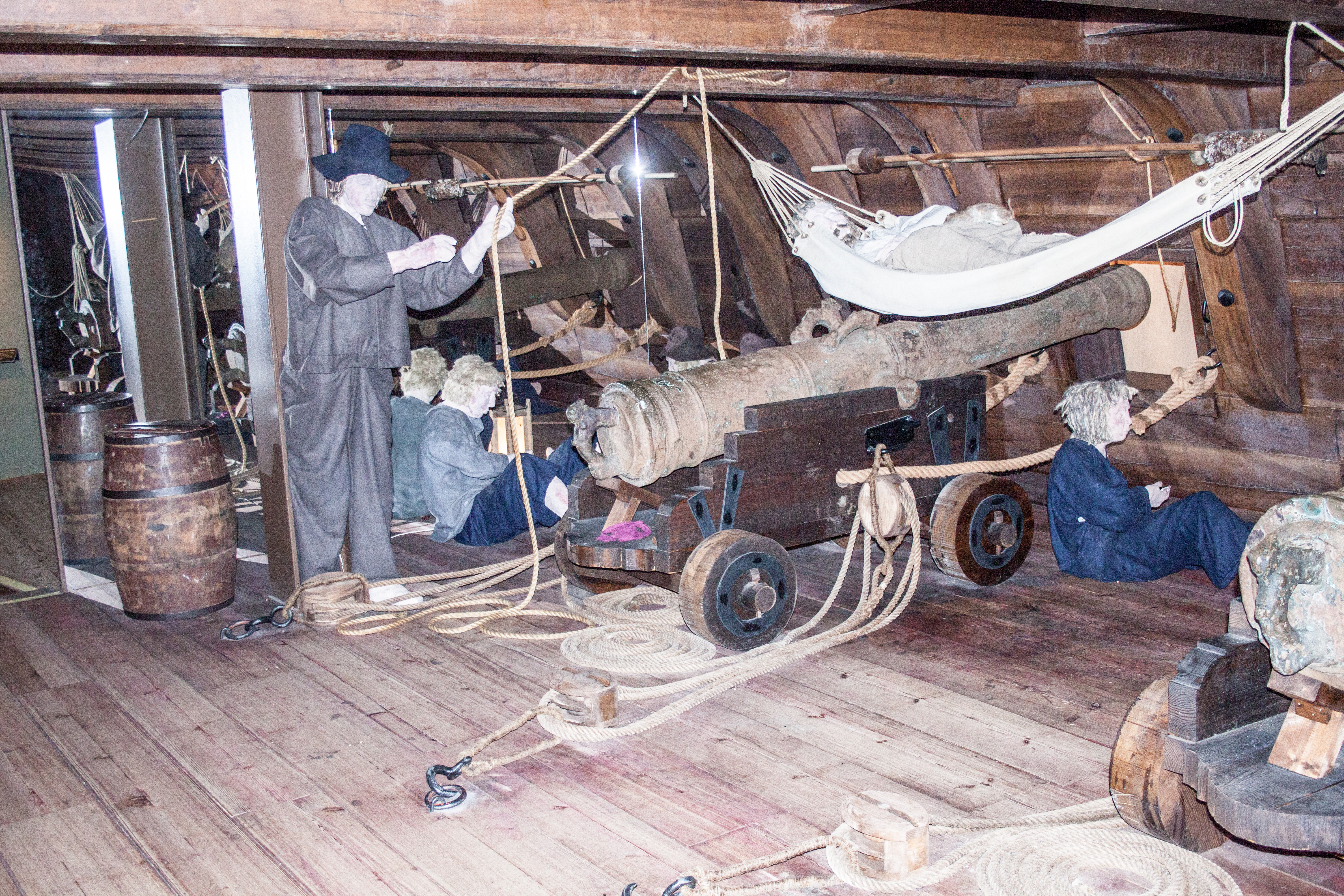
Recreació de l'interior del vaixell amb canons rescatats del Kronan